# 克斯廷·科瓦尔斯基
克斯廷·科瓦尔斯基（德語：Kerstin Kowalski，1976年1月25日—），德国女子赛艇运动员。她曾代表德国参加2000年和2004年夏季奥林匹克运动会赛艇比赛，获得二枚金牌。

## 家庭
孪生姐妹马尼娅·科瓦尔斯基。